# National Railway Museum (York)
Das National Railway Museum (NRM) in York ist Teil der britischen Science Museum Group (bis zum 1. April 2012 das National Museum of Science and Industry) und widmet sich museal den historischen Aspekten des Eisenbahnwesens – insbesondere dem von Großbritannien. Da die Eisenbahntechnologie in Großbritannien entwickelt wurde, hat seine Sammlung eine Bedeutung weit über Großbritannien hinaus. Das NRM ist das Museum mit den höchsten Besucherzahlen in Großbritannien außerhalb von London. 2019 wurde das National Railway Museum von rund 714.000 Personen besucht. 2024 betrug die Besucherzahl etwa 691.000 Personen.

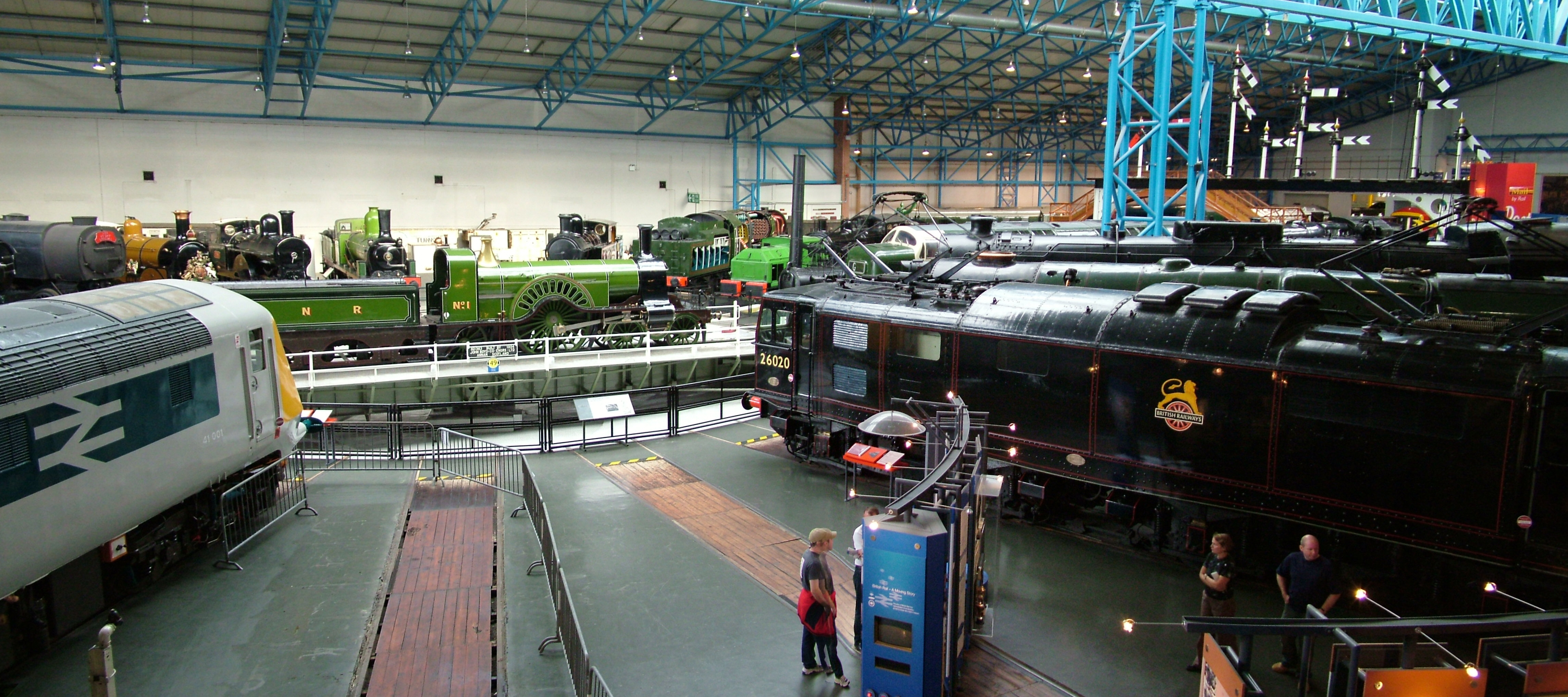
Panorama der Lokomotiven, die sich um die Drehscheibe in der großen Ausstellungshalle gruppieren

## Das Museum

### Vorgeschichte

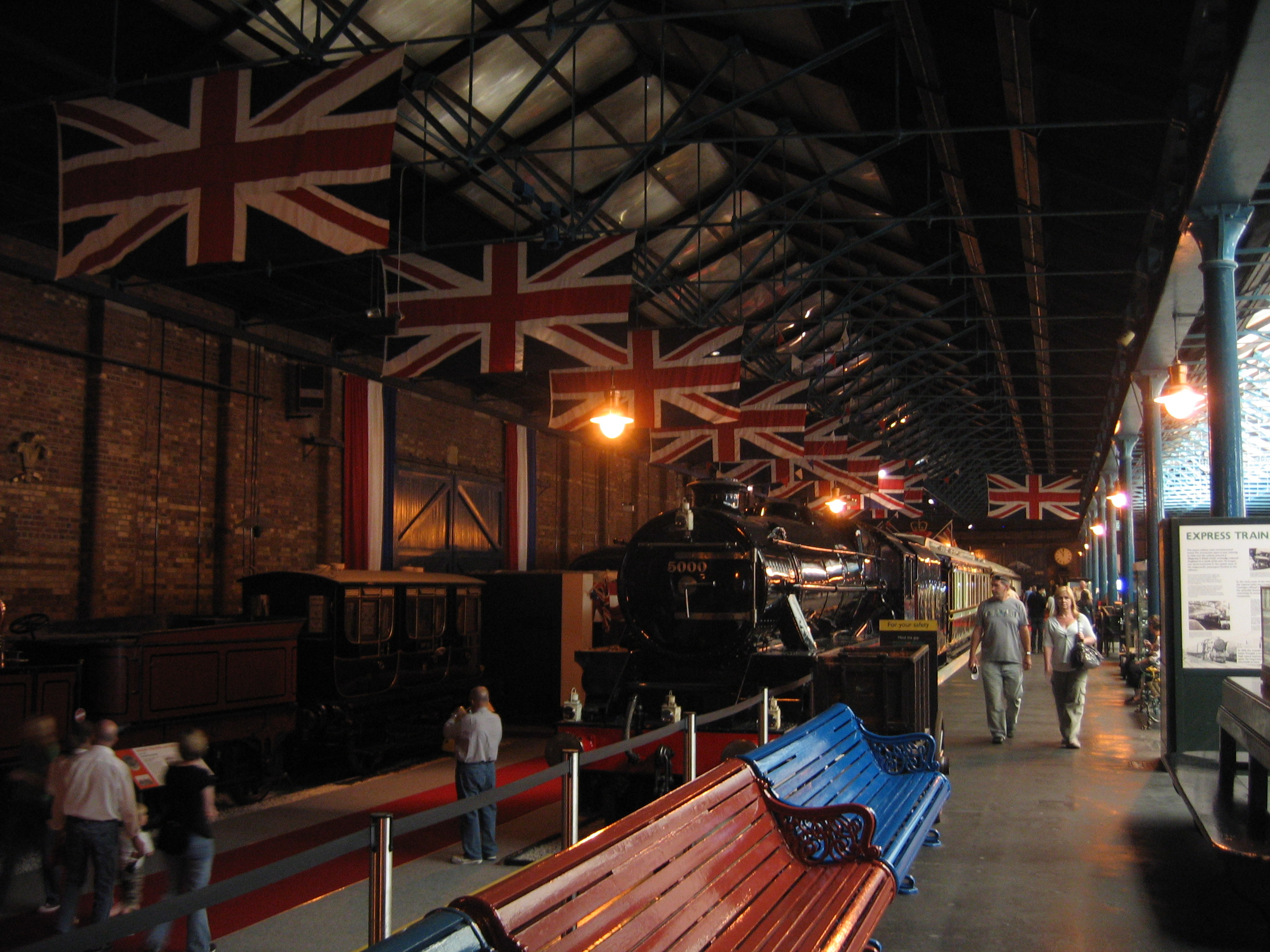
Ausstellung königlicher Salonwagen

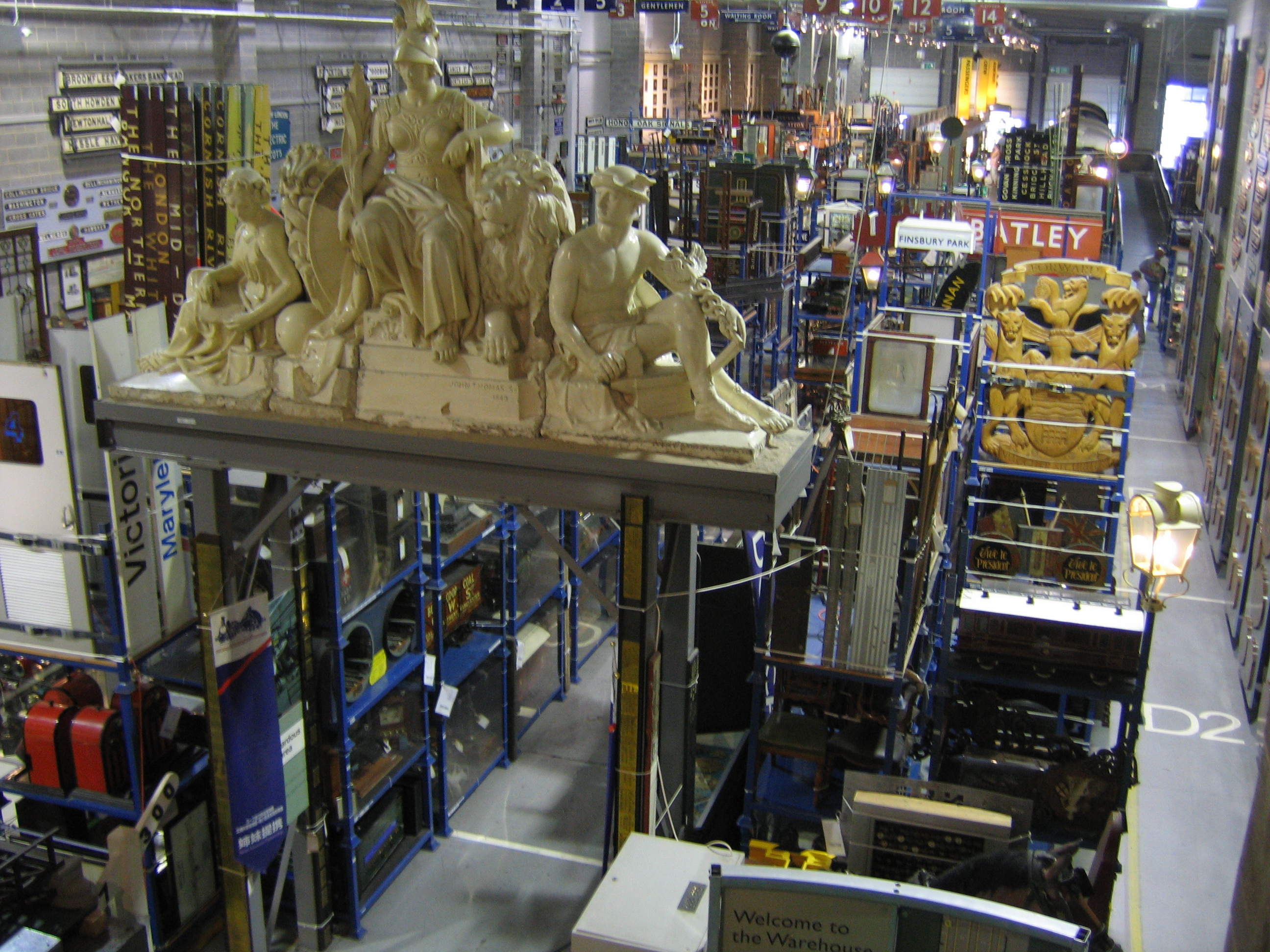
Begehbares Magazin

Seit dem späten 19. Jahrhundert gab es in Großbritannien Ansätze, ein nationales Eisenbahnmuseum zu schaffen. Ein erster Schritt in diese Richtung war das Science Museum in London, in dessen Sammlung erstmals auch Eisenbahntechnik aufgenommen wurde. Ein anderer Strang der Entwicklung geht auf die North Eastern Railway, Nachfolgerin der Stockton and Darlington Railway, zurück. Dort wurde seit etwa 1880 Material gesammelt, das dann zum 100-jährigen Jubiläum der Stockton & Darlington Railway 1925 präsentiert werden konnte. Anschließend wurde daraus der Grundstock eines ersten Eisenbahnmuseums in York, seit 1928 betrieben von der London and North Eastern Railway. Hier wurde auch schon Material anderer Eisenbahngesellschaften gesammelt.
Die Verstaatlichung der Eisenbahn in Großbritannien 1948 erlaubte dann erstmals ein systematisches Zusammentragen von Sammelnswertem und die Nationale Verkehrskommission empfahl 1951 ein nationales Eisenbahnmuseum in York und regionale Eisenbahnmuseen einzurichten – dazu zählt etwa das Swindon Steam Railway Museum in Swindon. Dadurch entstand 1961 auch das Museum of British Transport in einem ehemaligen Busdepot in Clapham. Auch wurde eine offizielle Liste der Lokomotiven erstellt, die museal zu erhalten waren.
In das Konzept einer Modernisierung von British Rail am Ende der 1960er Jahre passte es nicht mehr, die Bahn mit der Trägerschaft eines Museums zu befrachten. Die interessierte Öffentlichkeit forderte aber den Erhalt des Museums. So sprach der Transport Act 1968 for British Rail (Gesetz über die Umstrukturierung der Britischen Eisenbahn) dem Nationalen Eisenbahnmuseum einen Ringlokschuppen in York zu, wobei das Museum vom National Museum of Science and Industry betrieben werden sollte. Das Nationale Eisenbahnmuseum war das erste Nationalmuseum in Großbritannien außerhalb von London. Hier wurden nun die Eisenbahnexponate aus verschiedenen über das Land verstreuten Sammlungen und Depots zusammengeführt.

### Das Nationalmuseum

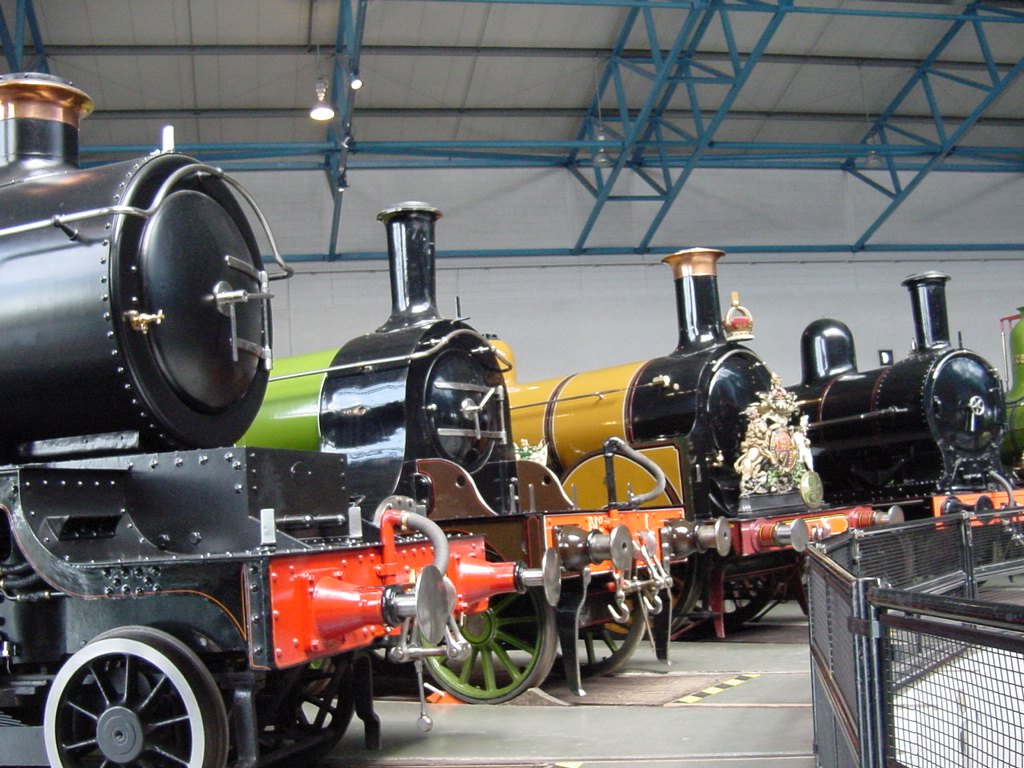
Lokomotiven an der Drehscheibe in der großen Ausstellungshalle

1975 – zum 150 Jahrestag der Stockton & Darlington Railway – eröffnete Prinz Philip, Duke of Edinburgh, das neue Nationalmuseum. Im ersten Jahr nach seiner Eröffnung zählte das Museum mehr als eine Million Besucher. Die Ausstellung befindet sich auf einer Fläche von 8 Hektar vor allem in drei großen Hallen und einem Freigelände. Es handelt sich um ein ehemaliges Bahnbetriebswerk der East Coast Main Line, nahe dem Bahnhof  York Central. Seitdem ist die Sammlung weiter gewachsen.
1979 beschaffte das Museum eine fahrfähige Replik der Lokomotive Rocket von George Stephenson für das im darauf folgenden Jahr anstehende 150-jährige Jubiläum der Liverpool and Manchester Railway. Diese Maschine hat das Museum inzwischen bei vielen Anlässen rund um die Welt repräsentiert.
1990 konnte eine benachbarte Güterhalle in den Ausstellungsbereich einbezogen werden, die es ermöglicht, Fahrzeuge an Bahnsteigen – wie in einem Bahnhof – zu zeigen.
1995 wurde gemeinsam mit der University of York ein Institute of Railway Studies and Transport History eingerichtet. 1996 erhielt die Freifläche des Museums eine Gartenbahn mit einer Spurweite von 7¼ Zoll (184 mm).
Seit 2004 unterhält das Museum eine Außenstelle in Shildon, County Durham, unter dem Namen Locomotion Museum. Dort wird ein Teil der Sammlung in einer neuen Halle und der historischen Dampflokomotivenfabrik von Timothy Hackworth ausgestellt.
Das NRM ist das größte Eisenbahnmuseum der Welt und weist mehr Besucher auf als jedes andere Museum in Großbritannien außerhalb von London: 744.000 Besucher (2006). Die Außenstelle in Shildon zählt nochmals 100.000 Besucher pro Jahr.
Das Museum ist Teil des vormaligen National Museum of Science and Industry, welches zum 1. April 2012 in Science Museum Group umbenannt wurde. Zu diesem Museumsverbund gehören unter anderem auch das Science Museum in London sowie das Science and Industry Museum in Manchester.

## Die Sammlung

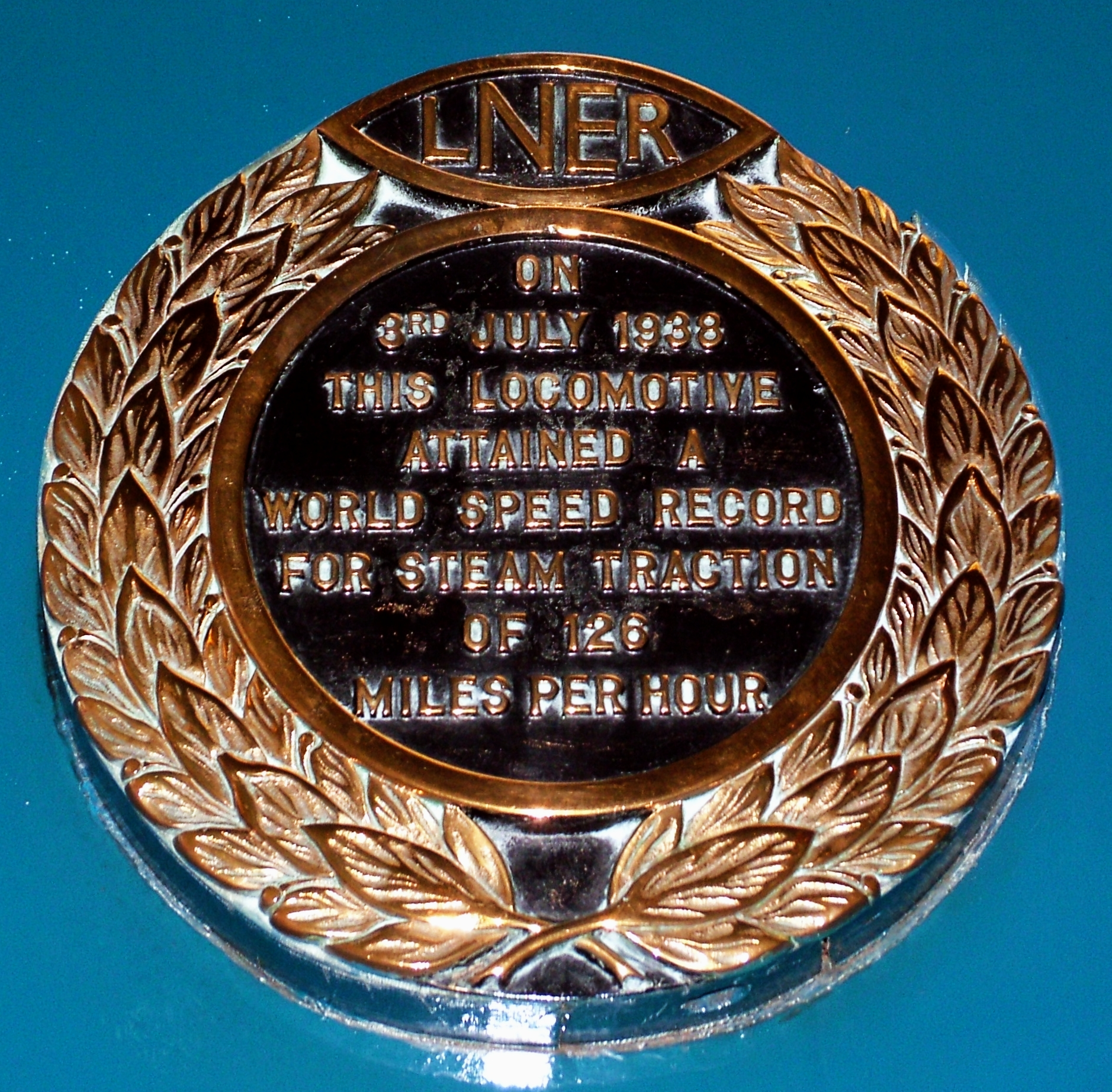
Rekord-Plakette der Mallard

Das NRM zeigt in seiner Sammlung über 100 Lokomotiven und nahezu 200 weitere Eisenbahnfahrzeuge britischer Provenienz. Die ältesten stammen aus der Zeit um 1815. Etwa hundert Fahrzeuge werden in York gezeigt, die übrigen in Shildon oder sind an andere Eisenbahnmuseen ausgeliehen. Weiter befinden sich viele Hunderttausend andere Gegenstände in der Sammlung, die die sozialen, technischen, künstlerischen und historischen Aspekte der Eisenbahn zeigen.
In der ständigen Ausstellung werden eine Reihe von Salonwagen des britischen Königshauses gezeigt, der älteste stammt von Königin Adelaide (1792–1849). Weiter vertreten sind Salonwagen von Königin Victoria (1837–1901), König Edward VII. (1901–1911), König Georg V. (1911–1937) und Königin Elisabeth II. (1952–2022).
Weitere herausragende Ausstellungsstücke sind:
- Dampflokomotive Furness Railway No. 3 – Coppernob von 1846.
- Lokomotive Class A3 Nr. 4472 des Flying Scotsman – in der Sammlung seit 2004.
- Die stromlinienverkleidete LNER Class A4 4468 Mallard – Weltrekordlokomotive (126 Meilen pro Stunde).
- Die stromlinienverkleidete LMS Coronation Class 6229 Duchess of Hamilton.

Als Ausstellungsstücke treten hinzu: Signaltechnik, Schilder, Uniformen, Büroausstattungen, Straßenfahrzeuge der Bahn, Modelle, Kunstwerke, die sich mit der Bahn befassen, und eine Modellbahn in Spur O. Ergänzt wird das durch ein umfangreiches Archiv, in dem Poster, technische Zeichnungen und Fotografien aufbewahrt werden.
Ausstellungsstücke mit Auslandsbezug sind eine Lokomotive der KF-Klasse der Chinesischen Staatsbahn, die in Großbritannien gebaut und 1981 dem Museum von der Volksrepublik China geschenkt wurde, und ein Schlafwagen der Compagnie Internationale des Wagons-Lits, der in der Verbindung Night Ferry zwischen London und Paris eingesetzt war.
Einziges Ausstellungsstück ohne Bezug zu Großbritannien ist ein Kopfteil des japanischen Hochgeschwindigkeitszuges Shinkansen der Baureihe 0 – der einzige Shinkansen, der außerhalb Japans zu sehen ist.
In der ständigen Sammlung werden hin und wieder Ausstellungsstücke ausgetauscht. Hinzu kommen von Zeit zu Zeit Ausstellungen moderner Fahrzeuge, die die Eisenbahnindustrie hier präsentiert. Auch werden gelegentlich Ausstellungsstücke an andere Museen verliehen.

## Öffnungszeiten
Das Museum ist täglich von 10 bis 17 Uhr geöffnet, der Eintritt ist frei. Das Museum erhält pro Besucher £6,50 vom Ministerium für Kultur, Medien und Sport.

## Wissenswertes
- Seit 1977 existiert die Vereinigung der Freunde des Nationalen Eisenbahnmuseums (Friends of the National Railway Museum), die das Museum finanziell unterstützt. Sie hat beispielsweise die Restaurierung der Dampflokomotive Duchess of Hamilton finanziert.
- Der 1990 eröffnete Ausstellungsteil The Great Railway Show brachte dem Museum 2001 die Anerkennung als Europäisches Museum des Jahres ein.
- Seit 2009 hat der damals sechs Jahre alte Sam Pointon aus Leicester die Ehrenposition des „Director of fun“ des Museums inne und sorgt mit dafür, das Museum familien- und kinderfreundlich zu halten.